# Bomba de pregos

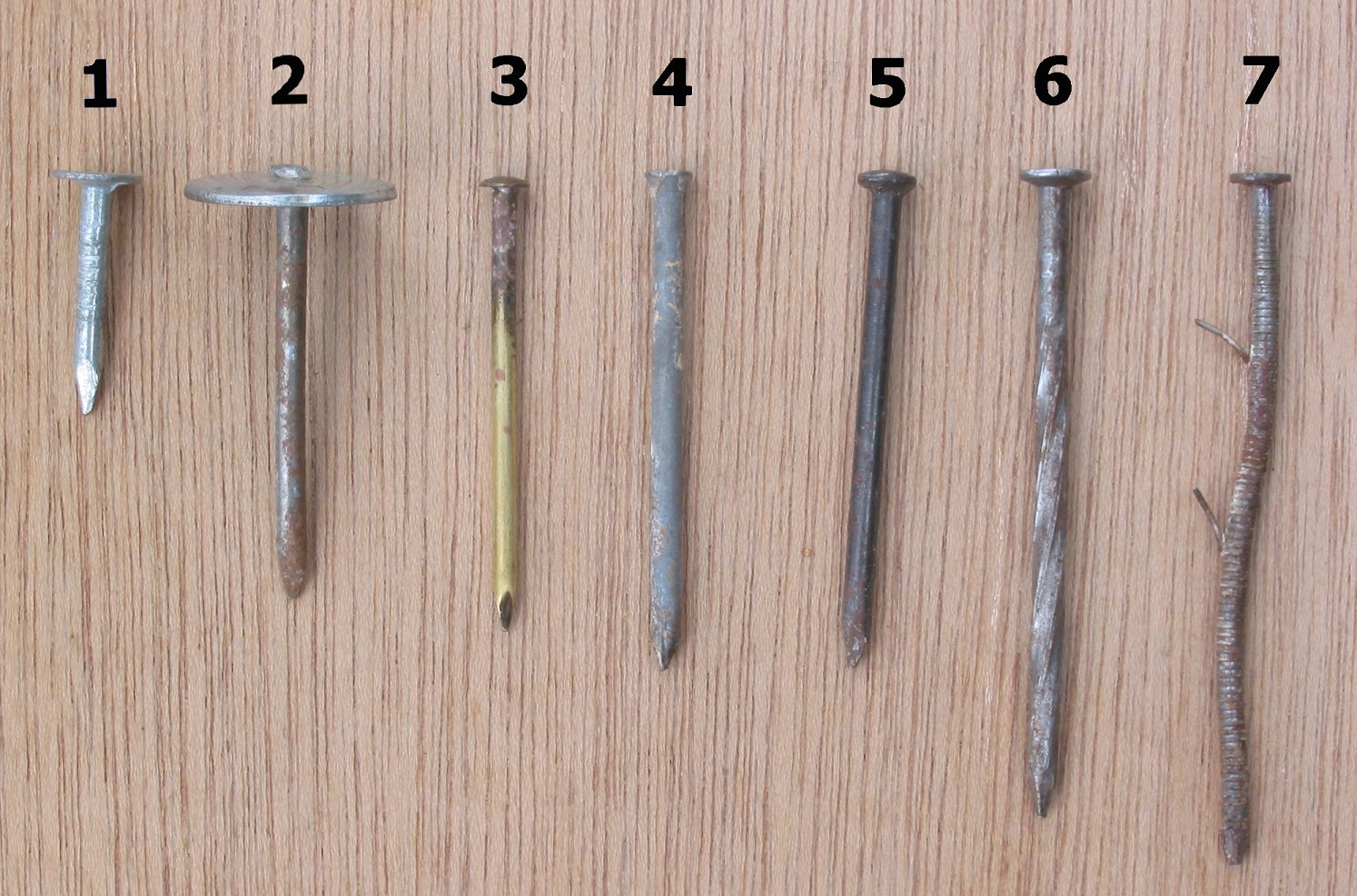
Uma variedade de pregos

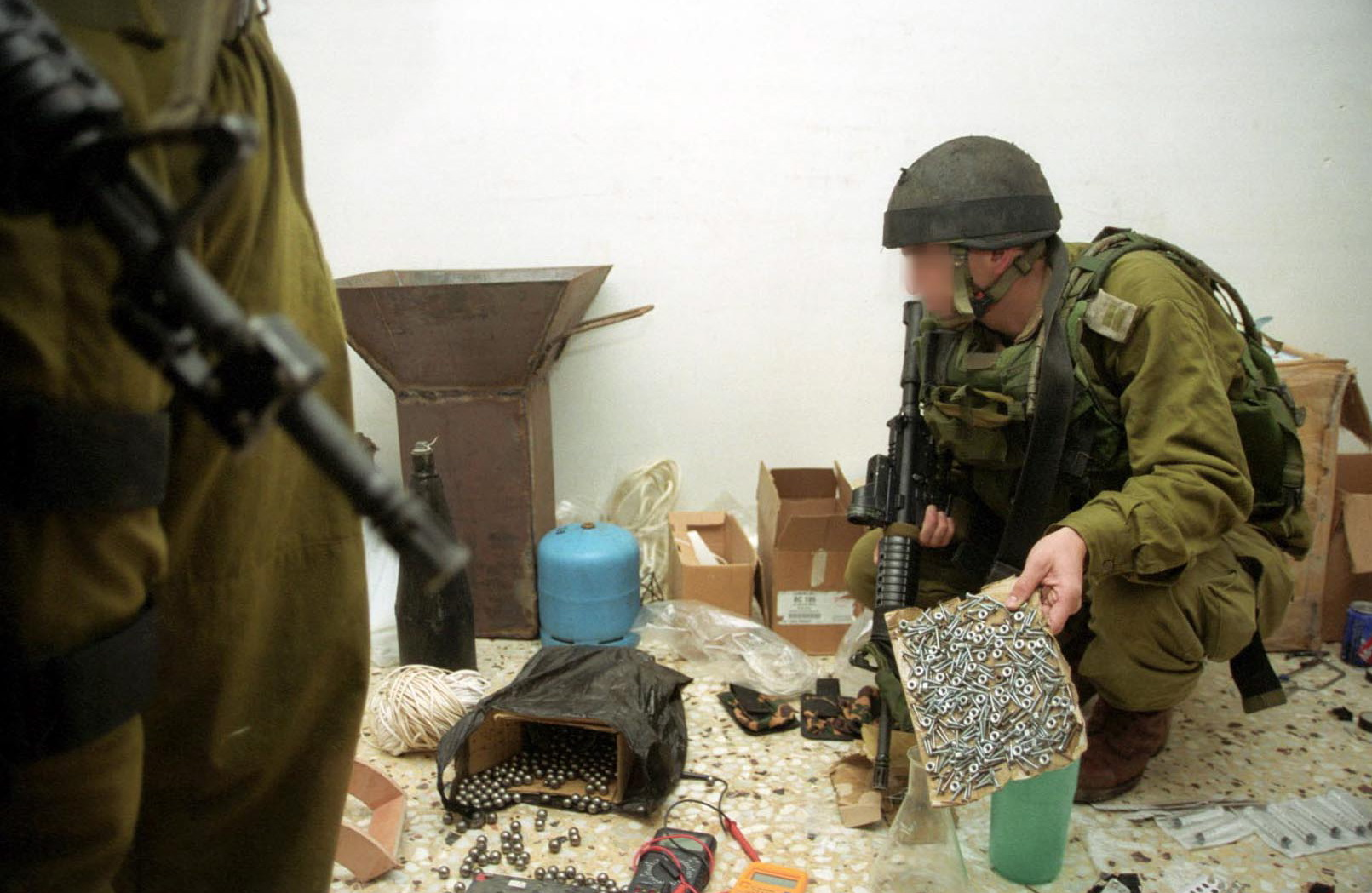
Soldados das Forças de Defesa de Israel examinando uma fábrica de explosivos em Nablus contendo vários tipos de estilhaços improvisados, 2002.

Uma bomba de pregos é um dispositivo explosivo antipessoal contendo pregos para aumentar sua eficácia em prejudicar as vítimas. Os pregos agem como estilhaços, levando quase certamente a mais ferimentos em áreas habitadas do que os explosivos sozinhos. Uma bomba de pregos também é um tipo de arma de flechette. Essas armas usam pedaços de estilhaços (bolas de aço, cabeças de pregos, parafusos, agulhas, navalhas quebradas, dardos e outros pequenos objetos de metal) para criar um raio de destruição maior.
Bombas de prego são frequentemente usadas por terroristas, incluindo homens-bomba, pois causam um número maior de vítimas quando detonadas em lugares lotados. Bombas de pregos podem ser detectadas por sensores eletromagnéticos e detectores de metal padrão.

## Incidentes com bombas de pregos

### pré-2000
- Em 6 de março de 1970, na explosão de Greenwich Village, três membros do Weather Underground foram mortos na explosão acidental de uma bomba de prego destinada a ser detonada em uma dança de suboficiais na base do Exército de Fort Dix, Nova Jersey.[1]
- Vários bombardeios com pregos ocorreram durante The Troubles na Irlanda do Norte, seja por republicanos ou legalistas.
- A figura da máfia americana Philip Testa foi morto por uma bomba de pregos na Filadélfia em 1981.
- Em 1989, hooligans do futebol jogaram bombas de pregos em torcedores de um clube rival na Holanda.
- Vários ataques com pregos ocorreram em 1999, quando o neonazista David Copeland plantou vários dispositivos em Londres contra minorias étnicas e pessoas LGBT.
- Mark William Hofmann e The Mormon Murders (nascido em 7 de dezembro de 1954) um falsificador americano, falsificador e assassino condenado. Amplamente considerado como um dos falsificadores mais talentosos da história, Hofmann é especialmente conhecido por sua criação de documentos relacionados à história do movimento Santos dos Últimos Dias. Quando seus esquemas começaram a se desenrolar, ele construiu bombas para matar três pessoas em Salt Lake City, Utah. As duas primeiras bombas mataram duas pessoas em 15 de outubro de 1985. No dia seguinte, uma terceira bomba explodiu no carro de Hofmann. Ele foi preso pelos atentados três meses depois e, em 1987, se declarou culpado de duas acusações de assassinato em segundo grau, uma acusação de roubo por engano e uma acusação de fraude.[2]

### anos 2000
- Em 11 de outubro de 2002, em Myyrmäki, Finlândia, um jovem de 19 anos chamado Petri Gerdt cometeu um ataque com pregos em um shopping local. Sete pessoas morreram, incluindo Gerdt, e 159 ficaram feridas.[3]
- Em 9 de junho de 2004, uma bomba de pregos foi detonada em Colônia, Alemanha, pelo grupo terrorista nazista National Socialist Underground (Nationalsozialistischer Untergrund) em um popular bairro comercial turco chamado "Little Istanbul", ferindo 22 pessoas e danificando várias lojas e carros estacionados. Segundo a revista Der Spiegel , o grupo nazista reivindicou a autoria do ataque em um DVD encontrado nas ruínas de uma casa em Zwickau (D) que explodiu em 4 de novembro de 2011.[4]
- Em 31 de dezembro de 2005, um mercado indonésio foi bombardeado com pregos e uma segunda bomba não detonada foi encontrada nas proximidades.
- Em 29 de junho de 2007, uma bomba de prego que se supunha ser parte de um plano terrorista foi descoberta em um carro e, consequentemente, foi desarmada pela polícia no West End de Londres. Houve um segundo carro-bomba, mais adiante na rua, que aparentemente estava programado para detonar enquanto os evacuados e sobreviventes fugiam pela rua, para uma estação de metrô próxima.
- Em 21 de dezembro de 2007, uma bomba de prego foi detonada em Sherpao, Paquistão, por um homem-bomba. A detonação ocorreu dentro de uma mesquita lotada, cheia de fiéis. Pelo menos 50 pessoas morreram e mais de 100 ficaram feridas.
- No atentado de 22 de maio de 2008 em Exeter, um explosivo com pregos foi detonado nos banheiros do café Giraffe no Shopping Center Princesshay em Exeter, Devon . A bomba caseira explodiu no rosto do agressor enquanto ele tentava armá-la no banheiro do café. A polícia então encontrou outra bomba de pregos dentro do café depois que todos foram evacuados.[5]

### anos 2010
- Em 11 de abril de 2011, uma bomba de pregos foi detonada em Minsk, Bielorrússia. 15 pessoas morreram e 204 ficaram feridas.
- Durante a revolta síria de 2011, as forças de segurança teriam usado bombas de pregos contra multidões de manifestantes.[6]
- Em 15 de abril de 2013, bombas de panela de pressão cheias de pedaços de metal, pregos e rolamentos de esferas foram usadas no bombardeio da Maratona de Boston.[7]
- Em 22 de março de 2016, bombas de pregos foram usadas pelo ISIL durante os ataques terroristas no Aeroporto de Bruxelas, Zaventem e na estação de metrô em Maelbeek.[8]
- Em 24 de setembro de 2016, uma bomba de pregos foi detonada em Budapeste, Hungria. Dois policiais ficaram feridos no ataque.[9]
- Em 22 de maio de 2017, um ataque com bomba de prego ocorreu na Manchester Arena, onde a cantora americana Ariana Grande estava se apresentando. O número total de pessoas mortas foi de 22 e 250 ficaram feridas. Entre os 22 mortos estavam crianças, incluindo uma de 8 anos.[10]
- Em 17 de outubro de 2018, Vladislav Roslyakov matou 20 pessoas usando bombas de pregos e uma espingarda de ação de bomba no ataque do Kerch Polytechnic College.